# Bruno Lauenroth

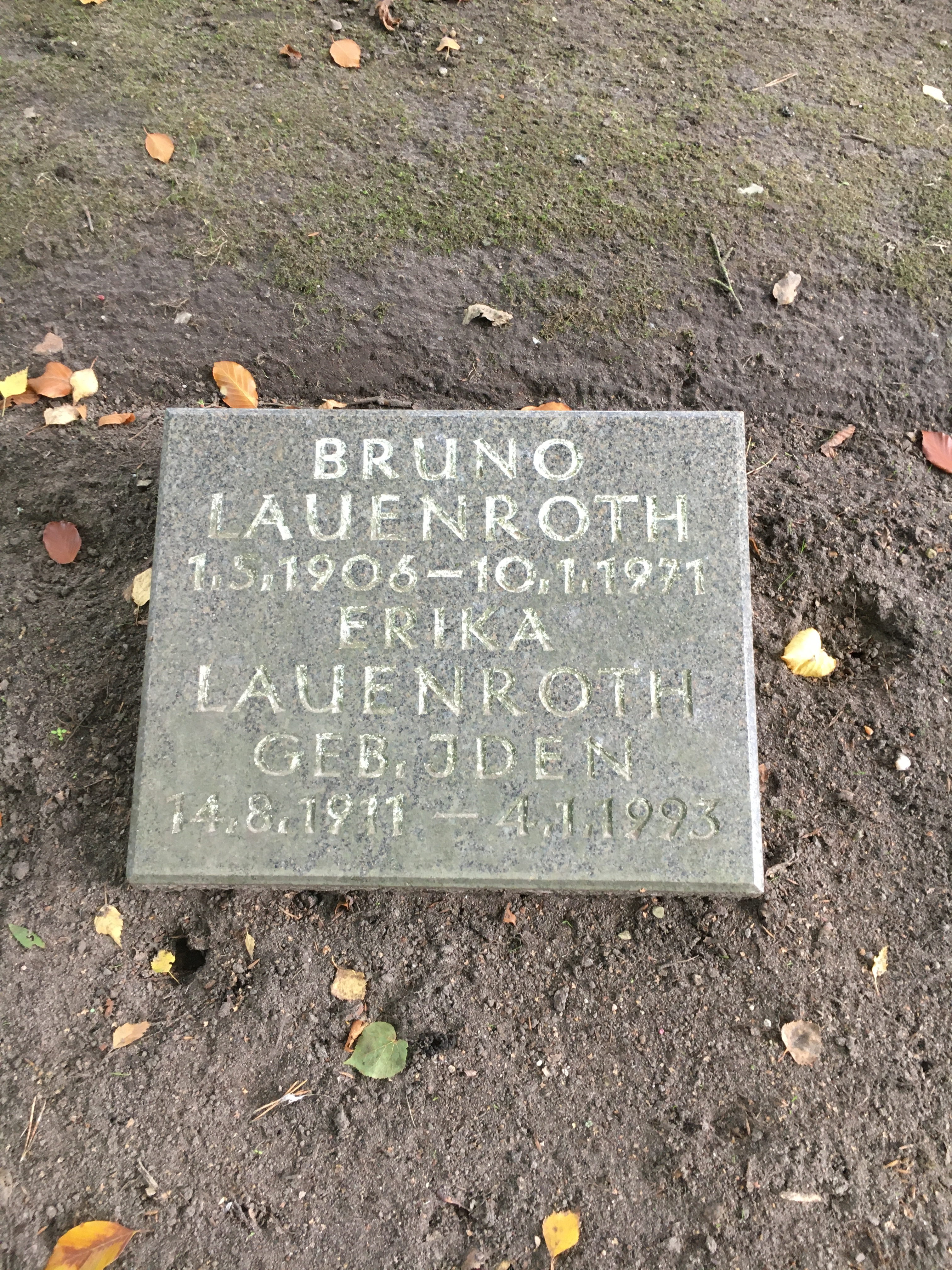
Kissenstein von Bruno und Erika Lauenroth auf dem Ehrenfeld der Geschwister-Scholl-Stiftung, Friedhof Ohlsdorf

Bruno Max Dietrich Lauenroth (* 1. Mai 1906 in Hamburg; † 10. Januar 1971 ebenda) war ein deutscher sozialdemokratischer Widerstandskämpfer gegen den Nationalsozialismus.

## Leben
Nach dem Schulabschluss machte Bruno Lauenroth eine Ausbildung als Buchbinder. 1922 wurde er Mitglied der SAJ und 1923 der SPD. Er wurde Kassierer der SPD im Arbeiterbezirk Hamburg-Langenhorn. Dort organisierte er nach dem Parteiverbot 1933 den sozialdemokratischen Widerstand und versuchte zusammen mit Carl Burmester grundlegende Strukturen und Kontakte der Parteiorganisation aufrechtzuerhalten.
Die daraus entstandene SPD-Widerstandsgruppe Langenhorn wurde Anfang 1935 von der Gestapo enttarnt und Lauenroth wurde am 7. Januar 1935 verhaftet und im KZ Fuhlsbüttel misshandelt. Am 24. Juli 1935 verurteilte ihn das Hanseatische Oberlandesgericht wegen „Vorbereitung zum Hochverrat“ zu einer zweieinhalbjährigen Gefängnisstrafe, die er bis zum 11. Juli 1937 im Gefängnis Wolfenbüttel absaß.
Im Januar 1943 wurde er zur Wehrmacht rekrutiert. Im Februar 1946 kehrte er aus britischer Kriegsgefangenschaft nach Hamburg zurück und setzte seine Tätigkeit für die SPD fort. Er wohnte in der Straße Immenhöven 32, in der Fritz-Schumacher-Siedlung, in Hamburg-Langenhorn.
1982 wurde in Hamburg-Langenhorn der Bruno-Lauenroth-Weg nach ihm benannt.